# Young Boys FD
 Ikke at forveksle med BSC Young Boys.
Young Boys FD er en dansk fodboldklub med hjemsted på Søholt Idrætsanlæg i Silkeborg. Klubben blev grundlagt i 1918, og herreholdet spiller i 3. division.
Tidligere hed klubben Silkeborg KFUM men skiftede navn til Young Boys FD, da klubben rykkede i 3. division i sæsonen 2021-22. Moderklubben hedder dog stadig Silkeborg KFUM.